# Pane dal cielo
Pour plus de détails, voir Fiche technique et Distribution.
Pane dal cielo est un film dramatique italien sorti en 2018, réalisé par Giovanni Bedeschi.

## Synopsis
La nuit de Noël, deux clochards trouvent un nouveau-né dans un cageot. Mais ils sont les seuls à qui ce bébé est visible.

## Fiche technique
- Titre italien original : Pane dal cielo
- Réalisation : Giovanni Bedeschi
- Scénario : Franco Dipietro
- Genre : drame
- Musique : Fabrizio Baldoni
- Production : Bedeschifilm
- Photographie : Giancarlo Lodi
- Montage : Luca Angeleri
- Durée : 90 min
- Pays de production :  Italie
- Langue originale : italien
- Date de sortie : 
  - Italie : 10 février 2018[1]

## Distribution
- Donatella Bartoli : Lilli
- Sergio Leone : Annibale
- Paola Pitagora : Ada
- Gigi Piola : Ruben
- Perla Ambrosini : Sonia
- Mateo Çili : Besmir

## Récompense
Le film a été primé comme « Meilleur Film » au festival du cinéma catholique Mirabile Dictu en 2018.